# Tiludroninezuur
Tiludroninezuur (INN) of tiludronaat is een bisfosfonaat-geneesmiddel. Het wordt voorgeschreven bij de ziekte van Paget. Bisfosfonaten binden zich aan het calcium in het bot; ze remmen de botafbraak en versterken de botten. Daardoor vermindert de botpijn en het risico op botbreuken neemt af.
Tiludroninezuur kwam rond 1996 op de markt. Het is een middel van sanofi-aventis met als merknaam Skelid. Dit zijn tabletten met 240 mg van het natriumzout dinatriumtiludronaat-hemihydraat, wat overeenkomt met 200 mg tiludroninezuur. Met betrekking tot de algemene chemische structuur van bisfosfonaten:
is bij tiludroninezuur R1 afwezig (dit wil zeggen het is een waterstofatoom) en R2 een (4-chloorfenylthio)groep.

## Dosering
De voorgeschreven dosering is een eenmalige dagdosis van 400 mg (twee tabletten) bij volwassenen. De duur van de behandeling is drie maanden.

## Bijwerkingen
De voornaamste bijwerkingen zijn maag-darmklachten en een geïrriteerde slokdarm. Om dit laatste te vermijden moet men het tablet innemen met een vol glas gewoon drinkwater (geen mineraalwater) en nadien nog een half uur rechtop blijven zitten of staan, om te vermijden dat het tablet aan de slokdarmwand blijft kleven.

## Interacties
Een aantal middelen verminderen de opname van tiludroninezuur in het lichaam. Daartoe behoren maagzuurneutraliserende middelen (antacida) en andere middelen met calcium, magnesium of aluminium; ook ijzerpreparaten. Daarom moet tiludroninezuur ten minste twee uur vóór of na het gebruik van deze middelen ingenomen worden. Hetzelfde geldt voor sommige voedingsmiddelen, zoals melk, melkproducten of voedingsmiddelen met een hoog calciumgehalte (waaronder mineraalwaters).